# María J. Álvarez Martínez
María José Álvarez Martínez (1958) es una botánica española.
- La abreviatura «Álv.Mart.» se emplea para indicar a María J. Álvarez Martínez como autoridad en la descripción y clasificación científica de los vegetales.[3]